# Monts de Volovec
Les monts de Volovec (slovaque : Volovské vrchy) est une chaîne de montagnes de l'Est de la Slovaquie située dans la région de Košice.

## Géographie

### Topographie
Géologiquement la chaîne se trouve dans les monts Métallifères slovaques dans les Carpates occidentales intérieures. Elle s'étend sur 70 km d'ouest en est sur 30 km de largeur.
Le point culminant est la Zlatý stôl, à 1 322 m d'altitude. L'altitude des sommets varie en général entre 800 m et 1 100 m.

### Flore
Le massif est presque entièrement couvert de forêts, principalement d'épicéa et de sapins, et des peuplements isolés de hêtres et de chênes. Une grande partie du massif est protégée comme réserve ornithologique.

## Activités
Les anciennes villes minières de Gelnica, Rudňany and Smolník sont situées dans le massif. On y extrayait l'or, l'argent, le cuivre, le mercure et le fer.